# Ештадіу да Мадейра
«Ештадіу да Мадейра» (порт. Estádio da Madeira) — футбольний стадіон у Фуншалі, Португалія, домашня арена ФК «Насьйонал» (Фуншал).

## Опис
Стадіон побудований та відкритий у 1998 році із місткістю 2 500 глядачів як «Ештадіу Руї Алвеш». Споруда стала першим домашнім стадіоном ФК «Насьйонал» (Фуншал), оскільки до цього команда приймала домашні матчі на Баррейруші. Арена розташована на території спортивного комплексу міста Фуншал, до якого також входять тренувальні футбольні майданчики та футбольна школа імені Кріштіану Роналду, який є найвідомішим колишнім гравцем «Насьйонала».
У 2007 році на арені здійснено реконструкцію вартістю € 20 млн, у результаті якої було розширено кількість місць до 5 132. Тоді ж стадіон перейменовано на «Ештадіу да Мадейра» у зв'язку з укладенням угоди з місцевою владою з метою сприяння розвитку регіону.